# Murstetten (Herrschaft)
Die Herrschaft Murstetten war eine Grundherrschaft im Viertel ober dem Wienerwald im Erzherzogtum Österreich unter der Enns, dem heutigen Niederösterreich.

## Ausdehnung
Die Herrschaft umfasste zuletzt die Ortsobrigkeit über Murstetten, Gunersdorf, Böding, Gottlosberg, Jetzing, Anzing, Audorf, Diesendorf, Holzleiten, Paisling und Wimmersdorf. Der Sitz der Verwaltung befand sich in Murstetten.

## Geschichte
Murstetten war der Stammsitz der österreichischen Linie des uradeligen niederbayrischen Geschlechts der Althann, die hier seit 1531 ansässig waren. Nachdem die Goldburg, eines der prächtigsten Schlösser Niederösterreichs, im Jahr 1809 verwüstet wurde, verlegten die Althanns ihren Sitz in das Schloss Zwentendorf. Letzter Inhaber der Familienfideikommissherrschaft war der Politiker Michael Joseph Graf von Althan, der auch in Niederschlesien begütert war, bevor die Herrschaft nach den Reformen 1848/1849 aufgelöst wurde.